# Азиатские пляжные игры
Пляжные Азиатские игры — спортивное состязание, проводимое каждые два года среди атлетов из азиатских стран под патронажем Олимпийского совета Азии. Первые пляжные Азиатские игры были проведены в 2008 году на острове Бали (Индонезия).
На Пляжных Азиатских играх проводятся состязания по водным видам спорта (марафонское плавание, парусный спорт, пляжное водное поло), пляжным вариантам известных видов спорта (пляжный футбол, волейбол, баскетбол 3х3, самбо, бодибилдинг), и видам спорта, в которых состязания проходят частично на суше и частично в воде (триатлон).

## Список игр
| Год  | Игры | Место проведения | Количество стран-участниц |
| ---- | ---- | ---------------- | ------------------------- |
| 2008 | I    | Бали             | 41                        |
| 2010 | II   | Маскат           | 43                        |
| 2012 | III  | Хайян            | 43                        |
| 2014 | IV   | Пхукет           | 42                        |
| 2016 | V    | Дананг           | 41                        |
| 2023 | VI   | Санья            |                           |